# Olesk (gmina)
Olesk – dawna gmina wiejska istniejąca do 1939 roku w województwie wołyńskim w Polsce (obecnie na Ukrainie). Siedzibą gminy był Olesk.
W okresie międzywojennym gmina Olesk należała do powiatu włodzimierskiego w województwie wołyńskim II RP. Według stanu z dnia 4 stycznia 1936 roku gmina składała się z 29 gromad. Po wojnie obszar gminy Olesk został odłączony od Polski i włączony do Ukraińskiej SRR.